# Plotly
A Plotly é uma empresa de computação com sede em Montreal, Quebec, Canadá. A empresa desenvolve ferramentas de análise e visualização de dados. A Plotly fornece ferramentas on-line de gráficos, análises e estatísticas e colaboração, bem como bibliotecas científicas de gráficos para Python, R, MATLAB, Perl, Julia, Arduino e REST.

## Produtos
Os principais produtos da Plotly incluem:
- O Dash, uma estrutura Python e R de código-fonte aberto para criar aplicativos analíticos baseados na Web .[2]
- O Dash DAQ, um pacote de código aberto para criar GUIs de aquisição de dados para uso com instrumentos científicos. É construído com base no Dash.[3]
- O Chart Studio, que possui uma interface gráfica do usuário para importar e analisar dados em uma grade e usar ferramentas de estatísticas.[4] Os gráficos podem ser incorporados (embedded) ou baixados. Usado principalmente para tornar a criação de gráficos mais rápida e eficiente.
- Bibliotecas de API para Python,[5] R,[6] MATLAB,[7] Node.js,[8] Julia,[9] e Arduino[10] e uma API REST.[11] Plotly também pode ser usado para estilizar gráficos interativos com o notebook Jupyter.[12]
- Conversores de figuras que convertem gráficos matplotlib,[13] ggplot2,[14] e IGOR Pro[15] em gráficos online interativos.
- Aplicativos plotly para Google Chrome.[16]
- O Plotly.js, uma biblioteca JavaScript de código aberto[17] para criar gráficos e painéis.[18]
- Plotly Enterprise: uma instalação local do Plotly.[19]

Uma galeria de gráficos Plotly

## Tecnologia
O Plotly foi construído usando Python e o framework Django, com um front end usando JavaScript e a biblioteca de visualização D3.js, HTML e CSS. Os arquivos estão hospedados no Amazon S3.